# Antigono di Sokho
Antigono di Sokho (ebraico: אנטיגנוס איש סוכו; fl. III secolo a.C.) è stato il primo studioso di cui la tradizione farisea ha conservato non solo il nome ma anche un'importante dottrina teologica.
Fiorì intorno alla prima metà del III secolo a.C.
Secondo la Mishnah, era il discepolo di Simone il Giusto (ebraico: שמעון הצדיק).
Antigono è il primo noto ebreo ad avere un nome greco, un fatto comunemente discusso dagli studiosi riguardo all'estensione dell'influenza ellenica sul giudaismo in seguito alla conquista della Giudea da parte di Alessandro Magno.